# Джустиниани-Лонго, Алессандро
Алессандро Лонго-Джустиниани (итал. Alessandro Giustiniani Longo; Генуя, 1554 — Генуя, 1631) — дож Генуэзской республики из рода Джустиниани.

## Биография
Сын Луки Джустиниани Лонго и Манетты Саули, родился в Генуе в 1554 году. Его отец был послом Генуэзской республики при дворе Филиппа II Испанского и владельцем виллы в Альбаро, спроектированной Галеаццо Алесси в 1548 году (ныне там размещается факультет архитектуры университета Генуи).
Представитель так называемого "нового" дворянства, был избран дожем 6 апреля 1611 года, 89-м в республиканской истории. По истечении мандата 6 апреля 1613 года, предположительно, был избран на должность пожизненного прокурора.
Умер в Генуе в 1631 году.